# Fiorenzo Magni
Fiorenzo Magni (* 7. Dezember 1920 in Vaiano; † 19. Oktober 2012 ebenda oder in Monza) war ein italienischer Radrennfahrer, der jeweils dreimal den Giro d’Italia und die Flandern-Rundfahrt gewann.

## Radsport-Laufbahn
Mit zwölf Jahren verließ Fiorenzo Magni die Schule und begann, inspiriert vom toskanischen Rennfahrer Aldo Bini, mit dem Radsport. Fünf Jahre später verstarb sein Vater bei einem Verkehrsunfall; Magni musste nun selbst die Familie mit seinen errungenen Rennprämien ernähren.
Betreut wurde Magni von seinem Vorbild Bini, mit dessen Hilfe Magni 1941 auch den Sprung in den Profibereich zum Team Bianchi schaffte. In seiner Zeit als Amateur war er für den Verein Pedale Monzese gestartet. Bei Mailand–Turin, seinem ersten Profirennen, wurde der Italiener Fünfter, wenig später bei Mailand–Sanremo Vierter. Ein Jahr später gewann Magni mit der Piemont-Rundfahrt sein erstes Profi-Rennen, doch dann wurde seine Karriere durch den Zweiten Weltkrieg behindert, während dessen kaum Radrennen in Italien stattfanden.
1947 – inzwischen beim Team Viscontea – bestritt Magni mit dem Giro d’Italia seine erste dreiwöchige Landesrundfahrt und belegte den neunten Platz. Immer mehr zeigte sich, dass Magni vor allem über überdurchschnittliche Abfahrtsqualitäten verfügte.
Im folgenden Jahr wechselte der Toskaner zum Team Wilier Triestina. Überraschend entschied er den Giro d’Italia für sich, weil er auf der neunten Etappe als Teil einer 20-köpfigen Ausreißergruppe den beiden großen Favoriten Gino Bartali und Fausto Coppi 13 Minuten abnahm. Er profitierte dabei von der Rivalität der beiden, die sich über die Verfolgung nicht einig wurden. Auf der 17. Etappe in den Dolomiten erhielt Magni eine Zwei-Minuten-Strafe, da er angeschoben worden war. Doch Coppis Team erachtete diese Strafe als zu gering und verließ das Rennen. Schließlich gewann Magni das Rosa Trikot mit elf Sekunden Vorsprung auf Ezio Cecchi.
Ein Jahr darauf setzte sich Fiorenzo Magni überraschend auf dem Kopfsteinpflaster der Flandern-Rundfahrt durch. Er bestritt das Rennen ohne Mannschaftsunterstützung als Einzelfahrer und konnte die flämischen Favoriten Briek Schotte und Raymond Impanis im Sprint schlagen. Er gewann das Rennen auch in den beiden Folgejahren 1950 und 1951.
Bei seiner zweiten Teilnahme an der Tour de France sicherte sich Magni 1950 auf der elften Etappe von Pau nach Saint Gaudens das Gelbe Trikot. In der Gesamtwertung stand er mit einem Vier-Minuten-Vorsprung vor Louison Bobet und Gino Bartali, der nicht mehr zum Kreis der Favoriten zählte. Nach einem Streit mit Jean Robic, dem Tour-de-France-Sieger von 1947, behauptete Bartali, dass er vom französischen Publikum bedroht worden sei, und fasste den Beschluss, sich und sein italienisches Team von der Tour zurückzuziehen. Team-Manager Alfredo Binda war damit einverstanden. Magni, der nicht einmal um Rat gefragt worden war, kam der Bitte nach, obwohl er vor dem größten Sieg seiner Karriere stand. Tour-Sieger wurde schließlich Ferdy Kübler aus der Schweiz. Fünf Starts bei der Tour absolvierte Magni in den Jahren 1949 bis 1953, Platz 6 1949 und 1952 waren sein bestes Ergebnis.
Magni konnte 1950 das 24-Stunden-Rennen Bol d’Or in Paris gewinnen, er legte bei seinem Sieg 867,6 Kilometer zurück und hatte auf den Zweiten Rudi Valenta neun Runden Vorsprung.
1951 entschied Magni kurz vor Schluss mit einer brillanten Abfahrt vom Passo di Costalunga den Giro d’Italia für sich und wurde zudem Italienischer Meister.
1953 stieg der Sponsor seines Teams Ganna wegen finanzieller Schwierigkeiten aus und Magni musste ein neues Team suchen. Er hatte die Idee, auch Sponsoren für Radsportteams zuzulassen, die keine Fahrradprodukte herstellten. Die Regeln des Weltverbandes UCI wurden entsprechend geändert, und mithilfe seines Freundes Fausto Coppi wurde die Neuerung auch bei der Tour de France durchgesetzt. Diese Idee Magnis revolutionierte den Profi-Radsport; er selbst konnte nun in einer vom Gesichtscrème-Hersteller Nivea gesponserten Mannschaft fahren. 1954 und 1955 siegte er im Rennen Milano–Modena.
1955 fuhr Magni auch zum einzigen Mal die Vuelta a España und gewann dort die Bergwertung. Im selben Jahr gewann er den Giro d’Italia ein letztes Mal, da er auf der vorletzten Etappe durch sein taktisches Geschick eine Reifenpanne des führenden Gastone Nencini ausnutzte und seinen Rückstand von zwei Minuten aufholen konnte. Insgesamt fuhr Magni den Giro in jedem Jahr zwischen 1947 und 1956. Außer 1949 platzierte er sich immer unter den zehn besten Fahrern des Gesamtklassements. Dreimal gewann er die nationale Meisterschaft im Straßenrennen.
Nach der Saison 1956 beendete Fiorenzo Magni seine Karriere, die mit einem Sieg bei der Rundfahrt durch die Provinz Mailand begonnen hatte. Er hatte zwischen 1940 und 1956 insgesamt 72 Siege als Berufsfahrer errungen.

## Politik, Beruf und Privates
In den 1940er-Jahren sympathisierte Magni mit dem italienischen Faschismus und war Milizionär der von Benito Mussolini gegründeten Repubblica Sociale Italiana. Nach dem Zweiten Weltkrieg wurde er wegen angeblicher Beteiligung an dem Massaker von Valibona im Jahr 1944 angeklagt. Als Leumundszeugen wurden u. a. die Radrennfahrer Alfredo Martini und Gino Bartali benannt. Der spätere Commissario Tecnico der italienischen Nationalmannschaft Martini bekundete trotz seiner kommunistischen Überzeugung, Magni sei „ein guter und ehrlicher Mensch“. Bartali hingegen, der im Jahr 2013 posthum wegen seiner Bemühungen, Juden vor dem Holocaust zu retten als Gerechter unter den Völkern geehrt wurde, weigerte sich für Magni auszusagen. Magni wurde aufgrund einer Amnestie freigesprochen.
1955 entschloss sich Magni, neben seiner Tätigkeit als Radprofi auch Autos zu verkaufen. Nach Ende seiner aktiven Karriere führte Magni erfolgreich seinen Autohandel in der Nähe von Monza, trotz seines hohen Alters bis zu seinem Tod.
Magni war Präsident des Museo del Ciclismo Madonna del Ghisallo bei Como. Diese Madonna gilt als Schutzpatronin der Radrennfahrer. Viele Jahre lang war er zudem Präsident des italienischen Berufsfahrerverbandes.
Magni starb am 19. Oktober 2012 an den Folgen eines Aneurysmas. Er war verheiratet und Vater zweier Töchter.

## Erfolge
1942
- Giro del Piemonte

1947
- Tre Valli Varesine

1948
- Gesamtwertung und eine Etappe Giro d’Italia

1949
- Flandern-Rundfahrt
- Giro della Toscana
- eine Etappe Tour de France
- Trofeo Baracchi (mit Adolfo Grosso)
- Bol d’Or

1950
- Flandern-Rundfahrt
- eine Etappe Giro d’Italia
- eine Etappe Tour de France
- Trofeo Baracchi (mit Antonio Bevilacqua)

1951
- Flandern-Rundfahrt
- Gesamtwertung Giro d’Italia
- Italienischer Meister – Straßenrennen
- eine Etappe Tour de France
- Giro del Lazio
- Giro della Romagna
- Mailand–Turin
- Trofeo Baracchi (mit Giuseppe Minardi)

1952
- drei Etappen Giro d’Italia
- zwei Etappen Tour de France
- Gesamtwertung und eine Etappe Rom–Neapel–Rom

1953
- drei Etappen Giro d’Italia
- Italienischer Meister – Straßenrennen
- zwei Etappen Tour de France
- Gesamtwertung und zwei Etappen Rom–Neapel–Rom
- Giro del Piemonte

1954
- Italienischer Meister – Straßenrennen
- Giro della Toscana

1955
- Giro di Romagna
- drei Etappen und  Punktewertung Vuelta a España
- Gesamtwertung und eine Etappe Giro d’Italia

1956
- Giro del Lazio
- Giro del Piemonte
- eine Etappe Rom-Neapel-Rom

## Grand Tours-Platzierungen
| Grand Tour            | 1947 | 1948 | 1949 | 1950 | 1951 | 1952 | 1953 | 1954 | 1955 | 1956 |
| --------------------- | ---- | ---- | ---- | ---- | ---- | ---- | ---- | ---- | ---- | ---- |
| Vuelta a EspañaVuelta | –    | –    | –    | –    | –    | –    | –    | –    | 13   | –    |
| Giro d’ItaliaGiro     | 9    | 1    | DNF  | 6    | 1    | 2    | 9    | 6    | 1    | 2    |
| Tour de FranceTour    | –    | –    | 6    | DNF  | 7    | 6    | 15   | –    | –    | –    |

## Teams
- 1941–1943 Bianchi
- 1944 Pedale Monzese
- 1945 Ricci
- 1947 Viscontea
- 1948–1950 Wilier Triestina
- 1951–1953 Ganna
- 1954–1956 Nivea-Fuchs